# Nonnenhaus Tübingen

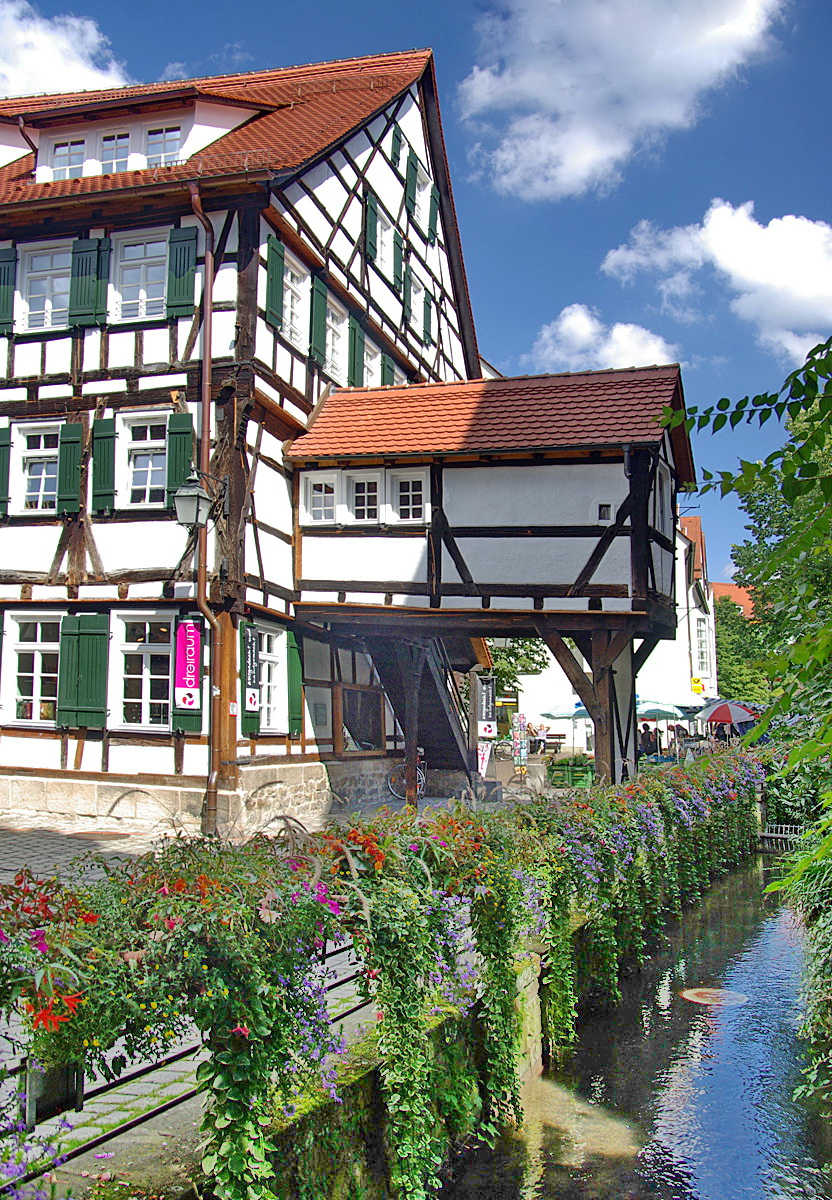
Nonnenhaus

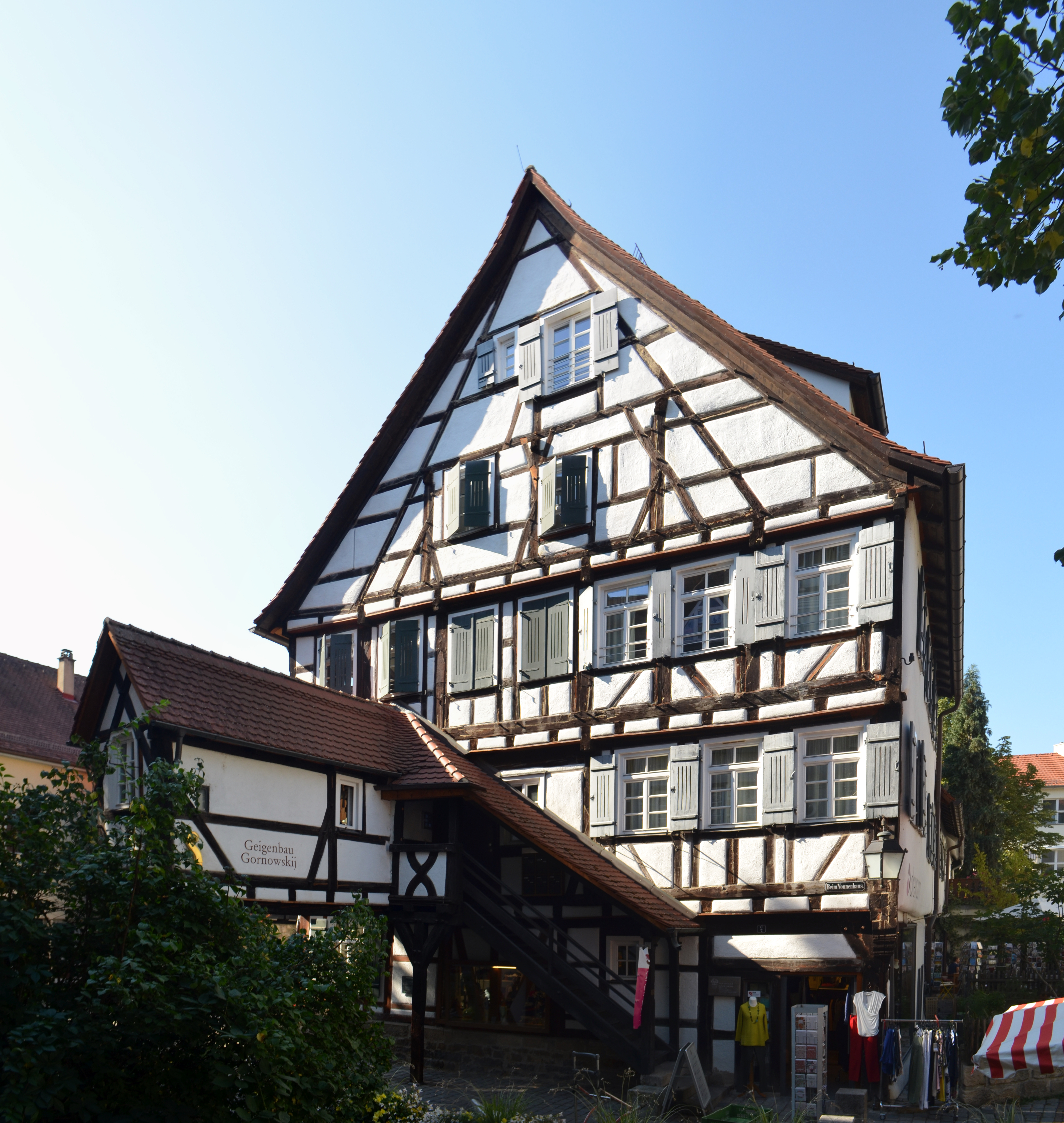
Nonnenhaus

Das Nonnenhaus in Tübingen (Baden-Württemberg) ist eines der am besten erhaltenen Beginenhäuser Deutschlands. Vermutlich bewohnten 1488 zunächst Dominikanerinnen, dann Beginen, die „Nonnen“, das Fachwerkhaus. Mit 30 Metern Länge zählt es zu den größten Fachwerkhäusern der Tübinger Altstadt.
In der Reformationszeit nach der Auflösung der Klöster kam das Haus 1534 in den Besitz des Medizinprofessors und Botanikers Leonhart Fuchs. Dieser kultivierte im anliegenden Garten zahlreiche Arzneipflanzen, die den Ursprung des Tübinger Botanischen Gartens bildeten.
Bis Mai 2008 wurde das spätmittelalterliche Gebäude zwölf Monate lang historiengetreu renoviert und bietet heute auf über 800 m² Platz für Wohnungen und zwei Ladengeschäfte. Eine Geigenwerkstatt ist über die Außentreppe ins „Sprachhaus“ zu erreichen, den Hausvorbau, der vormals als Abort diente, zum Ammerkanal.
In der Buchhandlung im Erdgeschoss ist vor der Ladentheke im Boden ein Sichtfenster eingelassen, welches den Blick auf den historischen Ziegelestrich aus dem Erbauungsjahr 1488 freigibt; der heutige Fußbodenbelag ist diesem historischen Ziegelestrich nachempfunden.
Das Nonnenhaus Tübingen wurde von der Denkmalstiftung Baden-Württemberg zum „Denkmal des Monats April 2008“ ernannt. Für die vorbildliche denkmalgerechte Instandsetzung des Gebäudes erhielten die Eigentümer im Jahr 2008 den Denkmalschutzpreis Baden-Württemberg des Schwäbischen Heimatbundes zuerkannt. Im Mai 2012 wurde das Nonnenhaus zudem mit dem KfW-Award Bauen und Wohnen ausgezeichnet, der jährlich von der KfW Bankengruppe vergeben wird.